# Tenedos sumaco
Tenedos sumaco là một loài nhện trong họ Zodariidae.
Loài này thuộc chi Tenedos. Tenedos sumaco được Rudy Jocqué & Léon Baert miêu tả năm 2002.